# Odontomerella oxyptera
Odontomerella oxyptera är en tvåvingeart som beskrevs av Friedrich Georg Hendel 1912. Odontomerella oxyptera ingår i släktet Odontomerella och familjen Richardiidae. Inga underarter finns listade i Catalogue of Life.